# 古谷柚里花
古谷 柚里花（ふるや ゆりか、2000年1月23日 - ）は、日本の元アイドルであり、女性アイドルグループ『アップアップガールズ（仮）』の元メンバー。メンバーカラーは青。
東京都出身。血液型B型。身長162cm。

## 来歴
2020年「アップアップガールズ（仮）2020 新メンバーオーディション」に合格し、12月17日、アップアップガールズ（仮）への加入が発表された。
2022年10月1日、ソロカバー曲『Abyssal Drop Yurika Furuya Vocal』を発売。
2024年8月2日、TGIF2024に出演。また、8月3日に出演したTOKYO IDOL FESTIVAL2024の企画コーナー「アイドルカラオケバトル2024 Day2」で1位となる。
2025年2月7日～9日、八木沙季に同行し、ジャパンエキスポタイランド2025に出演。海外初遠征。八木のスタッフとしてサポートと、八木とともにステージでパフォーマンスした。
2025年3月24日、アップアップガールズ（仮）卒業を発表。同年5月6日、ラストライブが開催され、同年5月11日の卒業セレモニーをもってグループを卒業。YU-Mエンターテインメントを退所し、新たにSNSアカウントを開設。

## 人物
- 特技は、阿波踊り、白目をむく、白目をむきながら大体100gのパスタを手の感覚でとる[1][2]。
- 趣味は、美容（メイク、ヘア）、ファッション、ゲーム、Vtuber鑑賞[1][2]。
- 好きな食べ物は、辛いもの[2]、パッタイと空芯菜の炒め物[9]
- 憧れはモーニング娘。'21の小田さくら[17]。
- アップアップガールズ（仮）で好きな楽曲は『サンタクロース』[17]。

## 作品

### シングル
- Abyssal Drop Yurika Furuya Vocal（2022年10月1日）[5]

## 出演

### ライブ・コンサート
- 関根梓25th Special アズーサンの音楽隊（2021年6月14日、表参道GROUND） - コーラス[18]
- 関根梓27th生誕祭 アズーサンの音楽隊（2023年6月14日、表参道GROUND） - コーラス[19]
- 八木沙季定期ライブ　〜しゃき、東京のお友達作る！Vol.3〜（2023年8月10日、下北沢ろくでもない夜） - ゲスト[20]
- 吉川友 You！と歌っちゃいな！vol.1（2023年11月6日、LOFT HEAVEN）[21]
- 吉川友 You！と歌っちゃいな！vol.2（2023年11月16日、LOFT HEAVEN）[22]

### Web配信
- 矢崎希菜のCINEラジ&音ラジ（2024年1月21日、渋谷クロスFM） [23][動画 1]

### 動画
1. ↑  【【矢崎希菜のCINEラジ&音ラジ】2024.01.21放送分 MC 矢崎希菜 ゲスト 山中アラタ 古谷柚里花（アップアップガールズ（仮） (YouTube). 4 February 2024. 2024年3月6日閲覧.